# Szakcsu
Szakcsu (hangul: 삭주군, Szakcsu-kun, handzsa: 朔州郡, RR: Sakchu-kun, ’északi település’) megye Észak-Koreában, Észak-Phjongan (P'yŏngan) tartományban.
A 10. század előtt Kogurjo (Goguryeo) része volt, és helyén egy Csvamul-cshon (좌물촌; 佐勿村, Chwamul-ch'on) nevű falu volt. Korjo (Goryeo) idején ez a falu felvette a Njongszekhjon (녕색현; 寧塞縣, Nyŏngsaek-hyŏn) nevet. 1018-ban elnyerte mai nevét, 1394-ben pedig megyei rangra emelték. 1413-ban tohobu (tohobu) (도호부; 都護府) rangot kapott, de 1439-ben visszafokozták megyévé.
1918-ban falusi (mjon (myŏn)) rangra fokozták le, 1952-ben visszakapta megyei rangját.

## Földrajza
Északról a Szuphung (Sup'ung)-tó és Kína, keletről Cshangszong (Ch'angsŏng) és Tegvan (Taegwan) megyék, délről Cshonma (Ch'ŏnma) megye, nyugatról Idzsu (Ŭiju) megye határolja.
Legmagasabb pontja az 1058 méter magas Komunszan (거문산, Kŏmunsan).

## Közigazgatása
1 községből (up (ŭp)), 18 faluból (ri (ri)) és 6 munkásnegyedből (rodongdzsagu (rodongjagu)) áll:
| - Szakcsu-up (삭주읍; 朔州邑, Sakchu-ŭp) - Kugok-ri (구곡리; 九曲里, Kugok-ri) - Kumbu-ri (금부리; 金富里, Kŭmbu-ri) - Neok-ri (내옥리; 內玉里, Naeok-ri) - Tangmok-ri (당목리; 棠木里, Tangmok-ri) - Torjong-ri (도령리; 都嶺里, Toryŏng-ri) - Rjongam-ri (룡암리; 龍岩里, Ryongam-ri) - Pangszan-ri (방산리; 方山里, Pangsan-ri) - Puphjong-ri (부평리; 富坪里, Pup'yŏng-ri) - Puksza-ri (북사리; 北社里, Puksa-ri) - Szanggvang-ri (상광리; 上廣里, Sanggwang-ri) - Sinszo-ri (신서리; 新西里, Sinsŏ-ri) - Sinphung-ri (신풍리; 新豊里, Sinp'ung-ri) | - Jonszam-ri (연삼리; 延三里, Yŏnsam-ri) - Okkang-ri (옥강리; 玉江里, Okkang-ri) - Csva-ri (좌리; 佐里, Chwa-ri) - Csungde-ri (중대리; 中台里, Chungdae-ri) - Cshongam-ri (천감리; 泉甘里, Ch'ŏn'gam-ri) - Phanmak-ri (판막리; 板幕里, P'anmak-ri) - Namsza-rodongdzsagu (남사로동자구; 南社勞動者區, Namsa-rodongjagu) - Tede-rodongdzsagu (대대로동자구; 大垈勞動者區, Taedae-rodongjagu) - Szaphjong-rodongdzsagu (사평로동자구; 沙坪勞動者區, Sap'yŏng-rodongjagu) - Szuphung-rodongdzsagu (수풍로동자구; 水豊勞動者區, Sup'ung-rodongjagu) - Cshongszong-rodongdzsagu (청성로동자구; 淸城勞動者區, Ch'ŏngsŏng-rodongjagu) - Cshongszu-rodongdzsagu (청수로동자구; 靑水勞動者區, Ch'ŏngsu-rodongjagu) |

## Gazdaság
Szakcsu (Sakchu) megye gazdasága villamosenergia-termelésre és vegyiparra épül.

## Oktatás
Szakcsu (Sakchu) megye egy egyetemnek, egy főiskolának, illetve kb. 60 egyéb általános iskolának és középiskolának ad otthont.

## Egészségügy
A megye 8 egészségügyi intézménnyel rendelkezik, köztük saját kórházzal.

## Közlekedés
A megye közutakon Sinidzsu (Sinŭiju), Csongdzsu (Chŏngju) és a szomszédos megyék felől közelíthető meg. A megye vasúti kapcsolattal nem rendelkezik.